# Соледад Вільяміль
Соледад Вільяміль (ісп. Soledad Villamil, 19 червня 1969, Ла-Плата) — аргентинська акторка, співачка і танцюристка.

## Біографія
З дитинства займалася музикою, як наслідок зацікавилась театром. З 1991 року грає в кіно. Виступає як виконавиця танго і творів аргентинського фольклору, акторка театру і кіно, працює на телебаченні.

## Вибрана фільмографія
- 1997: Сон про героїв / El sueño de los héroes (Серхіо Ренан по Адольфо Біой Касаресу; номінація на премію Срібний кондор Асоціації кінокритиків Аргентини найкращій акторці другого плану)
- 1997: Життя за версією Муріель / La vida según Muriel (Едуардо Мілевич; номінація на премію Срібний кондор Асоціації кінокритиків Аргентини найкращій акторці)
- 1999: Та ж любов, той же дощ / El mismo amor, la misma lluvia (Хуан Хосе Кампанелья; Срібний кондор Асоціації кінокритиків Аргентини найкращій акторці)
- 2002: Червоний ведмідь / Un oso rojo (Адріан Каетано; номінація на премію Срібний кондор Асоціації кінокритиків Аргентини найкращій акторці)
- 2009: Таємниця в його очах / El secreto de sus ojos (Хуан Хосе Кампанелья; Премія Аргентинської академії мистецтв і наук найкращій акторці, премія Товариства кінокритиків Іспанії)